# Diepzeeharingen
Diepzeeharingen (Bathyclupeidae) zijn een familie van straalvinnige vissen uit de orde van Baarsachtigen (Perciformes).

## Geslacht
- Bathyclupea Alcock, 1891